# Autoserica kamerunensis
Autoserica kamerunensis är en skalbaggsart som beskrevs av Frey 1976. Autoserica kamerunensis ingår i släktet Autoserica och familjen Melolonthidae. Inga underarter finns listade.